# IIHF Verdensmesterskabet Division III 2018
IIHF Verdensmesterskabet Division III 2018 er en international ishockeyturnering arrangeret af International Ice Hockey Federation, som en del af VM i ishockey 2018.
Turneringen spilles i Cabe Town, Sydafrika, fra 16. til 22. april 2018.

## 3. division
3. division er sjette niveau af VM-hierarkiet. Turneringen bliver spillet i Cape Town, Sydafrika i perioden 16. - 22. april 2018 med deltagelse af seks hold, der spiller en enkeltturnering alle-mod-alle om én oprykningsplads til 2. division gruppe B og om at undgå én nedrykningsplads til kvalifikationen til 3. division.
| Dato    | Kl. | Kamp | Res. | Perioder |
| ------- | --- | ---- | ---- | -------- |
| . april |     | –    | –    |          |
| . april |     | –    | –    |          |
| . april |     | –    | –    |          |
| . april |     | –    | –    |          |
| . april |     | –    | –    |          |
| . april |     | –    | –    |          |
| . april |     | –    | –    |          |
| . april |     | –    | –    |          |
| . april |     | –    | –    |          |
| . april |     | –    | –    |          |
| . april |     | –    | –    |          |
| . april |     | –    | –    |          |
| . april |     | –    | –    |          |
| . april |     | –    | –    |          |
| . april |     | –    | –    |          |

| Hold        | Kampe | Mål | Mål± | Point |
| ----------- | ----- | --- | ---- | ----- |
| Tyrkiet (N) | 0     | 0-0 | 0    | 0     |
| Bulgarien   | 0     | 0-0 | 0    | 0     |
| Georgien    | 0     | 0-0 | 0    | 0     |
| Hongkong    | 0     | 0-0 | 0    | 0     |
| Sydafrika   | 0     | 0-0 | 0    | 0     |
| Taiwan      | 0     | 0-0 | 0    | 0     |

## Kvalifikation til 3. division
Kvalifikationen til 3. division er syvende niveau af VM-hierarkiet, og det er første gang, der bliver afviklet en VM-turnering på niveau 7. Turneringen bliver spillet i Abu Dhabi, Forenede Arabiske Emirater i perioden . - . april 2018 med deltagelse af tre hold, der spiller en enkeltturnering alle-mod-alle om én oprykningsplads til 3. division.
| Dato    | Kl. | Kamp | Res. | Perioder |
| ------- | --- | ---- | ---- | -------- |
| . april |     | –    | –    |          |
| . april |     | –    | –    |          |
| . april |     | –    | –    |          |

| Hold                       | Kampe | Mål | Mål± | Point |
| -------------------------- | ----- | --- | ---- | ----- |
| Forenede Arabiske Emirater | 0     | 0-0 | 0    | 0     |
| Kuwait                     | 0     | 0-0 | 0    | 0     |
| Turkmenistan               | 0     | 0-0 | 0    | 0     |